# Onyi Eyisi
Onyinyechi Eyisi (Lagos, Nigeria) es un jugador de baloncesto nigeriano con nacionalidad estadounidense que juega en las filas del Club Bàsquet Tarragona de la Liga LEB Plata. Con 2,06 metros de estatura juega en la posición de pívot.

## Trayectoria
Es un pívot nacido en Lagos, Nigeria y criado en Napa en el estado estadounidense de California, formado en la Napa Christian School de la misma ciudad, antes de ingresar en 2018 en la Universidad de Fordham, situada en Nueva York, donde jugó la NCAA desde 2018 a 2021 con los Fordham Rams. 
En la temporada 2021-22, ingresó en la Universidad Estatal de California, situada en Northridge, dentro de la ciudad de Los Ángeles en el estado de California, donde jugaría durante dos temporadas la NCAA con los Cal State Northridge Matadors.
El 24 de julio de 2023, firma por el FC Cartagena Baloncesto de la Liga LEB Plata.
El 22 de enero de 2024, el baloncestista deja de pertenecer a la disciplina del FC Cartagena Baloncesto y al día siguiente, firma por el Club Bàsquet Tarragona de la Liga LEB Plata.